# Caye Caulker Airport
Caye Caulker Airport är en flygplats i Belize. Den ligger på ön Caye Caulker i den nordöstra delen av landet, 90 km nordost om huvudstaden Belmopan. Caye Caulker Airport ligger 5 meter över havet.
Terrängen runt Caye Caulker Airport är mycket platt. Trakten är glest befolkad. 